# Герасименко, Юрий Петрович
Юрий Петрович Герасименко (род. 13 марта 1952 года) — российский физиолог, доктор биологических наук (2001), профессор, заведующий лабораторией физиологии движения Института физиологии имени И. П. Павлова РАН, член-корреспондент РАН (2016).
Лауреат премии им. А. А. Максимова СПбО РАН за разработку неинвазивной мультимодальной стимуляции спинного мозга и создание инновационной технологии нейрореабилитации двигательной патологии различного генеза (2025). 